# ABC-prenašalec
ABC-transporterji ali ABC-prenašalci so aktivne membranske črpalke oziroma največja družina membranskih beljakovin. V prokariontski in evkariontskih celicah so do sedaj odkrili že več kot 100 predstavnikov te družine membranskih prenašalcev. V medicini najpomembnejši predstavnik družine ABC-prenašalcev je produkt gena, odgovornega za cistično fibrozo.

## Splošno
Ime izhaja iz angleškega poimenovanja ATP-binding cassettes (ATP-vezavne kasete).  Za prenos molekul v eno smer (preko membrane ali med posameznimi kompartmenti znotraj celice) vsi ABC-prenašalci porabljajo energijo, ki jo pridobijo s hidrolizo ATP. V bakterijah večina ABC-prenašalcev prenaša v celico širok izbor hranil, vključujoč ione, sladkorje in aminokisline. V evkariontskih celicah odnašajo toksične substance iz celice. Prvi ABC-prenašalec v evkariontih je bil odkrit kot produkt gena (multidrug resistance - mdr gen), ki povzroči odpornost kancerogenih celic proti različnim zdravilom, ki se uporabljajo v kemoterapiji. Do zdaj so identificirali dva MDR-transporterja. Po navadi so izraženi v celicah, kjer je njihova funkcija odstranjevanje potencialnih toksičnih tujih spojin. Primer je MDR-transporter v kapilarnih endotelnih celicah možganov, ki ima pomembno vlogo pri obrambi možganov pred toksičnimi snovmi. Žal je ta skupina transporterjev pogosto izražena v velikih količinah v rakastih celicah, kjer prepoznajo različna zdravila in jih odnašajo iz celice, s tem pa napravijo celice odporne proti širokemu spektru kemoterapevtskih učinkovin in predstavljajo veliko oviro za uspešno zdravljenje raka.
Naslednji medicinsko pomemben predstavnik družine ABC-transporterjev je produkt gena, ki je odgovoren za cistično fibrozo. To je regulator transmembranske prevodnosti pri cistični fibrozi (CFTR – cystic fibrosis transmembrane conductance regulator), ki deluje kot črpalka za kloridne ione v epitelnih celicah. Motnja pri transportu teh ionov se izrazi kot bolezen. Ta transporter je poseben tudi zaradi dejstva, da za odprtje kanalčka potrebuje tako hidrolizo ATP kot tudi od cAMP odvisno fosforilacijo. Večina primerov cistične fibroze je posledica točkaste mutacije, ki vodi v nepravilno zvijanje beljakovine in posledično moten transport kloridnih ionov.

## Struktura
Skupna značilnost vseh ABC-prenašalcev je, da so sestavljeni iz štirih ločenih domen, dveh transmembranskih (TMD – transmembrane domain) in dveh domen, ki vežeta nukleotide (NBD – nucleotide-binding domain). V nekaterih primerih so vse te domene v enem samem dolgem polipeptidu. Drugi so sestavljeni iz dveh podenot, kjer vsaka prispeva eno domeno NBD in eno domeno iz šestih transmembranskih vijačnic. Domena TMD je poznana tudi kot v membrano segajoča domena (MSD – membrane-spanning domain) ali integralna membrana (IM). Sestavljena je iz alfavijačnic, vgrajenih v membranski dvosloj. Prepozna lahko različne substrate in se konformacijsko spremeni ter tako prenese subtrat preko membrane. Zaporedje te domene je variabilno in odraža kemijsko raznolikost substratov, ki jih lahko prenesejo. Domene NBD oziroma ABC pa se nahajajo v citoplazmi in imajo podobno zaporedje in trirazsežnostno strukturo v vseh ABC-prenašalcih. Imajo vezavno mesto za ATP. Večina ABC-prenašalcev se nahaja v plazemski membrani, nekateri pa v endoplazemskem retikulumu in v membranah mitohondrijev in lizosomov. Večina jih deluje kot črpalke, nekateri pa kot ionski kanalčki, ki se odpirajo in zapirajo s pomočjo hidrolize ATP.

## Mehanizem delovanja
ATP-odvisno zaprtje oziroma dimerizacija citosolne domene NBD zagotovi energijo, da domena TMD spremeni konformacijo. Tako ni več obrnjena navznoter, temveč navzven. Tako proteini, ki odnašajo snovi iz celice (eksporterji), kot tudi tisti, ki jih prinašajo v celico (importerji), delujejo po istem osnovnem mehanizmu. Substrat se veže z visoko afiniteto. Večina evkariontskih ABC-prenašalcev je heterodimerov, z dvema homologoma, vendar neenakima polovicama. ATP-azne podenote so v tridimenzionalni strukturi enako oddaljene od membrane.

## Pomen pri detoksifikaciji
Telo je odporno na nekatera zdravila, ki so njemu tuje substance ali ksenobiotiki. Te z detoksifikacijo izloči in tako ščiti organizem. Glavni razlog za takšno odpornost na zdravila je prisotnost P-glikoproteinov ali Pgp (označuje se jih tudi kot MDR1 ali ABCB1). Ta vrsta integralnih proteinov, ki je sestavljena iz 12 transmembranskih in dveh NBD segmentov, se nahaja v epitelijskih celicah, jetrih, ledvicah, trebušni slinavki, tankem in debelem črevesu, možganih, testisih in v membrani rakavih celic ter črpa aktivirane kemoterapevtike iz notranjosti rakavih celic v zunajcelični prostor, kjer ne morejo delovati proti tumorjem. S preprečevanjem kopičenja zdravil znotraj rakavih celic Pgp črpalke resno ogrozijo učinkovitost zdravljenja. Težava je tudi v tem, da niso selektivne in tako izločijo večino kemoterapevtikov. S tem pride do selekcije preživelih rakavih celic. Ohranijo se predvsem tiste s prekomerno vsebnostjo Pgp črpalk, zaradi česar postane organizem odporen na kemoterapijo. 
Ta lastnost Pgp črpalk pa naj bi imela po nekaterih raziskavah pozitiven učinek pri okuženih z virusom HIV. Pri obolelih, kjer so odkrili povišano koncentracijo teh transporterjev v organizmu, naj bi se občutno znižala produkcija tega virusa. Pgp naj bi namreč znižal dovzetnost človeških celic CD41 za HIV z vplivom na virusno fuzijo. 
V odpornosti na zdravila v tumorjih sodelujeta tudi ABC transporterja MRP1 (ABCC1) in MXR/BCRP (ABCG2).

## Poddružine ABC-prenašalcev
Trenutno je poznanih 49 humanih ABC transporterjev, ki so razdeljeni v 7 poddružin, v katere so bili razvrščeni s filogenetsko analizo, torej analizo razvojne poti v evoluciji.
V ABCA poddružino spada nekaj največjih transporterjev, ki so dolgi preko 2100 aminokislin. 5 od teh se jih nahaja na 17. kromosomu (17q24). Odgovorni so za transport holesterola in lipidov. 
V ABCB poddružino so uvrščeni štirje popolni transporterji in 7 polovičnih. Nekateri se nahajajo v krvno-možganski pregradi, jetrih, mitohondrijih in so prenašalci peptidov in žolča. Sodelujejo tudi pri detoksifikaciji telesa, predvsem glikoprotein P (ABCB1).
V ABCC poddružino spada 12 popolnih transporterjev. Pomembni so v ionskem transportu, receptorji na celični površini in pri izločanju toksinov. Sem spada tudi CFTR protein (cistična fibroza ob nepravilnem delovanju). 
V ABCD poddružini najdemo 4 nepopolne oziroma polovične transporterje. Vsi so pomembni v peroksisomih. ABCD1 transporter, najpomembnejši predstavnik te poddružine, prenaša maščobne kisline v peroksisome. 
En transporter iz poddružine ABCE in trije iz poddružine ABCF pravzaprav niso transporterji, vendar imajo ATP-vezavno domeno, ki je bila pridobljena iz ABC družine, nimajo pa transmembranske domene. Ti proteini uravnavajo predvsem sintezo in ekspresijo beljakovin. 
ABCG poddružina je sestavljena iz 6 “povratnih” polovičnih transporterjev. Pomembni so pri prenašanju lipidov, žolča, holesterola in drugih steroidov ter pri detoksifikaciji telesa.

## Človeški ABC-prenašalci, ki sodelujejo v transportu lipidov
V transportu lipidov sodelujejo predstavniki dveh poddružin: ABCA in ABCG.

### ABCA poddružina (ABC1 poddružina)
V to poddružino spada do danes odkritih 12 prenašalcev, ki so razdeljeni v dve podskupini, kot prikazuje tabela 1. V isti tabeli je navedeno tudi nahajališče genov za predstavnike posameznih skupin. 
|               | Predstavniki                                      | Nahajališče genov      |
| ------------- | ------------------------------------------------- | ---------------------- |
| 1. podskupina | ABCA1, ABCA2, ABCA3, ABCA4, ABCA7, ABCA11, ABCA12 | 6 različnih kromosomov |
| 2. podskupina | ABCA5, ABCA6, ABCA8, ABCA9, ABCA10                | 17. kromosom (17q24)   |

Tabela 1: Razdelitev predstavnikov ABCA poddružine v dve skupini in nahajališče genov zanje
Najpomembnejši predstavnik te poddružine je ABCA1. Sestavljen je iz zaporedja 2261 aminokislin in je integralni protein, kar pomeni, da je permanentno vezan na biološko membrano. Pomemben je kot glavni regulator oziroma prenašalec holesterola in fosfolipidov homeostaze (najpogosteje fosfatidilholina) iz makrofagov do apolipoproteinov, ki so vezani na celičnem površju. Delovanje tega proteina določa hitrost v reverzni poti holesterola. 
Natančna struktura ABCA1 še ni znana, vendar pa so znanstveniki so pomočjo analize z elektronskim mikroskopom prišli do domneve, da je zelo podoben ABC transporterju z imenom P-glikoprotein (Pgp). Po tej teoriji dve transmembranski domeni tvorita velik prostor znotraj plazemske membrane, ki se odpira skozi pore na celično površino ter v medmembranski prostor, ne odpira pa se v citosol, zato naj bi Pgp deloval kot flopaza, ki prenaša hidrofobne sestavine iz notranje strani membrane v prostor znotraj transporterja. Pore so dovolj velike, da se hkrati lahko prenaša večje število substratov. Ker je v membrano vgrajen holesterol hkrati njena pomembna sestavina, naj bi ABCA1 prenašal presežne molekule holesterola, ki so namenjeni sekreciji in se nahajajo v Golgijevem aparatu.
Mehanizem transporta znotrajceličnega holesterola na površino celice razlagata dve hipotezi. Po prvi pride do translokacije holesterola znotraj celice iz Golgijevega aparata proti ABCA1 zaradi interakcije apolipoproteina s tem transporterjem. Holesterol proti celični membrani potuje v veziklih, ki prepoznajo signal na membrani. Druga hipoteza pa predvideva, da znotrajcelični vezikli, ki imajo v membrani delujoč ABCA1 transporter, črpajo lipide vase in se potem usmerijo k celični membrani. 
Mutacija gena za ABCA1 na enem homolognem kromosomu povzroči bolezen pomanjkanja lipoproteinov visoke gostote (HDL), če pa sta mutirana gena na obeh homologih, pa se izrazi tangierska bolezen. 
ABCA3 se nahaja v pljučih in ima pomembno vlogo pri nastanku pljučnega surfaktanta, ki je sestavljen večinoma iz fosfolipidov in specifičnih surfaktantnih proteinov.
ABCA4 oziroma ABCR transporter prenaša derivate vitamina A, predvsem N-retinilfosfatidiletanolamin, v zunanje segmente fotoreceptornih celAic in torej igra ključno vlogo pri vidnem ciklu. Izraža se izključno v fotoreceptornih celicah mrežnice.

### ABCG poddružina ("bela" poddružina)
Člani ABCG poddružine so “povratni” polovični ABC proteini. Sestavljata jih le ena TMD domena iz 6 transmembranskih segmentov in ena NBD domena na N-terminalnem koncu. Za aktivacijo membranskega transporterja je potrebna dimerizacija.
Prvi odkrit prenašalec iz te skupine, ABCG1, je bil opisan kot človeški homolog prenašalca bele vinske mušice, zato se poddružina imenuje tudi »bela poddružina«. ABCG1 je pri sesalcih vključen v transport holesterola in fosfolipidov v makrofagih. Uravnava celično lipidno homeostazo v drugih vrstah celic. Po funkciji in razvoju je soroden ABCA1, vendar pa še vedno niso odkrili vpliva mutacije gena za ta transporter. 
ABCG2 je poznan tudi kot BCRP ali MXR in je pomemben tudi pri odpornosti na zdravila v rakastih celicah kot ksenobiotični transporter. Pred kratkim so znanstveniki odkrili, da poleg organskih anionov prenaša tudi klorofilne metabolite in steroide, kot so holesterol, estradiol, progesteron in testosteron. 
Do sedaj še niso odkrili gena za ABCG3 transporter pri človeku, so pa ga našli pri miših, kjer se močneje izraža v priželjcu in vranici, kar kaže na morebitno vlogo pri transportu specifičnih peptidov in hidrofobnih spojin iz limfocitov. Podobno neraziskan ostaja tudi transporter ABCG4. 
ABCG5 in ABCG8 sodelujeta v transportu sterolov. Oba se nahaja na drugem kromosomu. Njuna naloga je omejevanje absorpcije v črevesju in spodbujanje izločanja sterolov v žolču. Mutacija genov teh dveh transporterjev povzroči bolezen sitosterolemijo, redko avtosomno recesivno metabolično motnjo, ki se kaže v kitastih in grčastih ksantomih, to je rumenih vozličih iz histiocitov, polnih lipidov, artritisu in starostno prezgodnjih koronarnih in aortnih aterosklerozah. Oboleli lahko absorbirajo in hranijo rastlinske sterole in sterole školjk, niso pa zmožni izločati sterolov in holesterola v žolč. 

## Bolezni
Najpogostejši bolezni, ki sta povezani z motnjami ABC-prenašalcev, sta cistična fibroza in Tangierska bolezen.

### Cistična fibroza
Vsi simptomi, nastali zaradi bolezni cistične fibroze, so posledica okvare določenega ABC transporterja, katerega gen se nahaja na 7q31.2. Ta protein se imenuje regulator transmembranske prevodnosti ali CFTR (alias ABCC7). Je ABC transporter nameščen v epitelijski celični membrani. Njegova naloga je, da s hidrolizo molekule ATP iz celice izloča klorove ione. Kadar pride do mutacije na delu gena, ki kodira protein CFTR, lahko to povzroči okvaro transporterja na več stopnjah. Lahko pride do 6 vrst napak pri nastajanju proteina CFTR. V najslabšem primeru se zamakne bralni okvir ali pride do kakšne podobne nesmiselne mutacije, pri kateri ne nastane nobeden delujoč protein. V naslednji vrsti napake se protein prepiše in prevede, vendar zaradi nepravilnega zaporedja aminokislin ne pride do pravilnega zvitja. Tretja in četrta vrsta napake predpostavljata, da pride do pravilnega vsidranja v membrano, vendar se protein ni aktiviral ali pa je okvarjena prevodnosti kanala med transmembranskima domenama. V zadnjih dveh vrstah okvare pride do manjšega nasanka CFTR proteinov, ki so funkcionalni, ali pa do CFTR proteinov, ki niso dovolj stabilni in ne morejo ostati v celični membrani. Upoštevati moramo, da v prvih 3 vrstah napak ne pride do prehajanja klorovih ionov preko membrane, v drugih 3 pa se klor prenaša preko membrane, vendar v premajhnem številu. 
CFTR proteini se nahajajo tudi v izvodilih žlez znojnic. Pri njihovem pravilnem delovanju so zadolženi, za regulacijo koncentracije klora v izvodilih. Med potenjem se v sredici žleze izloča voda in natrijevi in klorovi ioni (Na+, Cl-). Ko se ta raztopina premika po izvodilu, CFTR transporterji prenašajo klorove ione iz izvodila v celice. Ker sta koncentracija natrijevih in klorovih ionov povezani se tudi natrijevi ioni prenesejo preko drugih kanalčkov v notranjost epitelnih celic. Voda, ki prodre na kožo tako vsebuje le majhno koncentracijo klorovih in natrijevih ionov. Ob močnejšem potenju se raztopina po izvodilih premika hitreje, zato se manj ionov uspe absorbirat in tako preide večja koncentracija soli natrijevega klorida v zunanjost. Določena slanost pota je zaželena, saj porabi voda s soljo veliko več energije da izhlapi, kot čista voda in tako tudi veliko bolj efektivno hladi kožo. Pri okvari proteina CFTR ne pride do absorpcije klorovih ionov in posledično tudi natrijev ionov. Koncentracija soli v potu se zato drastično poveča. Na podobnem principu deluje tudi nastajanje goste in lepljive sluzi v dihalnih poteh, vendar v tem primeru CFTR proteini nimajo vloge prenosa klorovih ionov v celico ampak iz celice. Regulacija natrijevih in klorovih ionov mora biti zelo dobro regulirana, saj vpliva na sluz v dihalnih poteh. Pri cistični fibrozi je izločanje klorovih ionov preko CFTR  onemogočena. Posledično pride tudi do zmanjšanje koncentracije natrijevih ionov. Akumulacija natrijevih in klorovih ionov posledično povzroči večjo koncentracijo prej omenjenih ionov znotraj celic in manjšo koncentracijo zunaj celic. Zaradi razlike koncentracije in onemogočene difuzije pride do osmoze. Voda v zunanjosti, torej v sluzu, pasivno preide v notranjost celice in povzroči gosto, trden in lepljivo sluz, ki maši dihalne poti, preprečuje normalen pretok zraka in predstavlja optimalne pogoje za baterijsko infekcijo.  Pri cistični fibrozi pride do izpada ali napačnega delovanja CFTR proteina po celotnem telesu. Posledice so odvisne od lokacije in tkiva, vendar so posledice po celotnem telesu podobne, zaradi onemogočenega ali premajhnega prenosa klorovih ionov.

### ABC transporterji in njihova vloga pri nastanku bolezni
Najnovejše raziskave so pokazale, da bi lahko obstajala korelacija med ABC transporterji in nastankom Alzheimerjeve bolezni. Nekateri izmed ABC transporterjev so zadolženi za prenos lipidov, med njimi tudi holesterola, ki je pomembni faktor pri nastanku Alzheimerjeve bolezni. Tako so transporterji poddružine A (ABCA1, ABCA5 in ABCA7) postali osreden del raziskav pri pojavu te bolezni. 
Visoka koncentracija holesterola se nahaja v možganih in tako vzdržuje možganske funkcije. Sinteza holesterola poteka v astrocitih in se nato transportira preko ABCA1 in ABCG1.Porušenje holesterolne homeostaze ključen faktor pri nastanku Alzheimerjeve bolezni. 
Tako kot pri Alzheimerjevi bolezni tudi pri kardiovaskularnih boleznih holesterolna homeostaza igra ključno vlogo. Majhne spremembe in napake pri prenosu holesterola preko ABC transporterjev lahko vplivajo na nastanek teh bolezni. Obstaja možna korelacija med nastankom mutacije na genu za ABCA1, ABCA5 in ABCG8 in patogenezo arteroskleroznih žilnih bolezni, saj ti ABC transporterji vplivajo na homeostazo holesterola, regulacijo krvnega tlaka, endotelijske funkcije in še mnoge druge. 